# Onondaga Lake

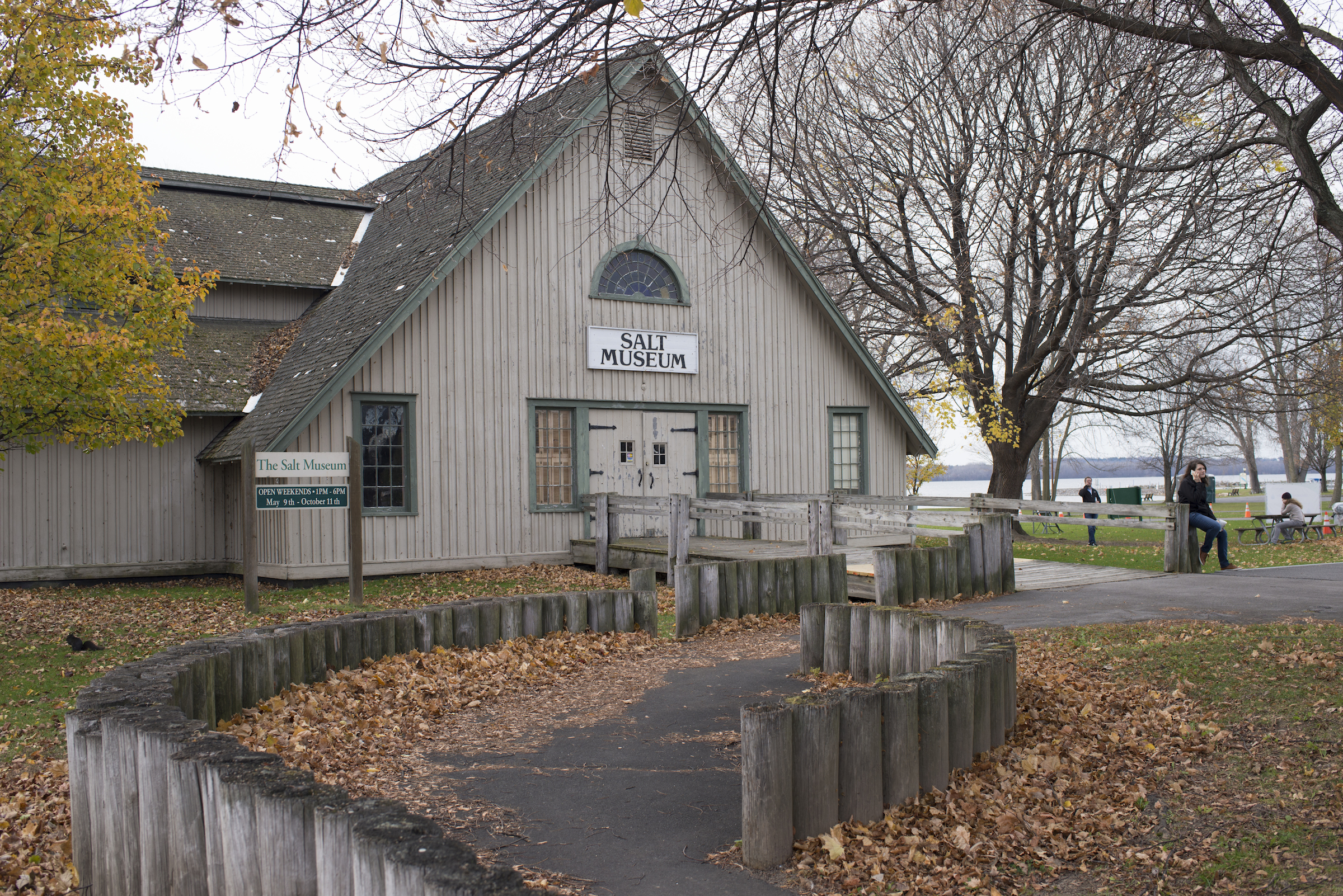
Salzmuseum am Ufer des Onondaga Lake

Der Onondaga Lake ist ein See im Norden des Bundesstaates New York, der zeitweise als der am stärksten verschmutzte See der Vereinigten Staaten galt. An seinem Südostufer befindet sich die Stadt Syracuse.

## Geographie
Der See ist entlang seiner Achse 7,6 km lang, bis zu 2 km breit und besitzt dabei eine Oberfläche von 12 km2. Seine maximale Tiefe beträgt 19,5 m bei einer durchschnittlichen Tiefe von 10,9 m. Er besitzt ein nördliches und ein südliches Becken, die jeweils eine Tiefe von über 18 m erreichen und durch einen leichten Sattel mit einer Tiefe von etwa 15 m getrennt sind. Sein Volumen beläuft sich auf 131 Millionen m3. Das Einzugsgebiet des Onondaga Lakes beträgt 642 km2, die beiden wichtigsten Zuflüsse sind dabei der den Otisco Lake entwässernde Ninemile Creek (55 km) und der Onondaga Creek (44 km). Kleinere Zuflüsse sind der Ley Creek, der Harbor Brook, der Sawmill Creek und der Bloody Brook. Der See selbst besitzt an seinem Nordostende einen Abfluss, der direkt in den oberhalb des Sees verlaufenden Seneca River mündet.

## Geschichte
Die Gegend um den Onondaga Lake wurde seit etwa 8000 v. Chr. von Menschen besiedelt. Seit 1000 v. Chr. bis zum Eintreffen der Europäer hatte sich eine blühende Ackerbaukultur herausgebildet. In der Zeit unmittelbar vor dem Eintreffen der ersten Europäer gehörte der See zum Siedlungsgebiet der Onondaga, einem Stamm der Irokesenliga.
Der französische Entdecker und spätere Gouverneur von Neufrankreich Samuel de Champlain war vermutlich der erste Europäer, der den See zu Gesicht bekam, als er 1615 an einem Kriegszug der Huronen gegen die Irokesen teilnahm und bei einem gescheiterten Angriff auf die am See gelegene gut befestigte Siedlung der Onondaga verletzt wurde.
Der erste Europäer, der den See und die beim ihm gelegenen Salzquellen beschrieb, war der französische Jesuit Simon Le Moyne (1604–1665), der im Sommer 1654 die Onondaga besuchte. Die Jesuiten errichteten dann 1656 am See die Mission Sainte Marie de Ganentaa (heute Sainte Marie among the Iroquois), die sie allerdings bereits 1658 wieder aufgaben, als sich das Verhältnis zu den Irokesen verschlechterte.
Die permanente Besiedlung des Sees durch Europäer begann mit Ephraim Webster, der 1786 nahe der Mündung des Onondaga Creeks einen Handelsposten einrichtete. Die am See gelegenen Salzquellen wurden zu einer wesentlichen Treibkraft der industriellen Entwicklung der Gegend rund um den See. Bereits 1794 begann James Geddes am Harbour Brook mit einer industriellen Salzproduktion.
Der See wurde 1822 erstmals stark durch menschliche Einflüsse verändert, als durch den Bau eines Entwässerungskanals der Wasserspiegel um 0,6 m gesenkt wurde, was zu einer Reduzierung der Wasseroberfläche um 20 % führte und die Sumpfgebiete an den Ufern trocken legte. Der Wasserspiegel des Sees befand sich damit ungefähr auf gleicher Höhe wie der des Seneca Rivers.
Die Salzindustrie erreichte ihren Höhepunkt 1862 und umfasste zu diesem Zeitpunkt einen Großteil des Südufers des Sees. Seit 1838 besaß Syracuse eine Anbindung an das Eisenbahnnetz, die zu einem verstärkten Wachstum von Industrie und Bevölkerung führte. Insbesondere die Jahre nach dem Bürgerkrieg (1861–1865) zeichneten sich durch ein starkes Wachstum aus. Ab 1884 siedelte sich Industrie zur Herstellung von Natriumcarbonat am Westufer des Sees an. In den 1870er- und 1880er-Jahren entwickelte sich das Nordwestufer zum Ausflugsziel und Erholungsgebiet für Einwohner aus Syracuse, diese Nutzung ging allerdings nach dem Ende des Ersten Weltkrieges (1918) stark zurück, da das Aufkommen des Autos andere weiter entfernte Ausflugsziele leichter erreichbar machte und der Onondaga Lake aufgrund zunehmender Umweltprobleme unattraktiv wurde. Seit der Jahrhundertwende siedelten sich eine Vielzahl von Industrien im Einzugsgebiet des Sees an.
Während der Weltwirtschaftskrise kam es zu öffentlichen Bauprojekten am Ostufer des Sees, die ihn wieder zu Erholungs- und Freizeitzwecken erschlossen, allerdings ohne Bademöglichkeiten. So entstanden das Salzmuseum, die Sainte Marie among the Iroquois (Museum mit Rekonstruktion der ehemaligen Jesuitenmission) und der Onondaga Lake Park.
Der Zustand des Sees begann sich sichtbar seit dem Ende des 19. Jahrhunderts zu verschlechtern, es kam zu ersten Einbrüchen in den Fischbeständen und ab 1900 wurde die Nutzung des Sees zu Eisherstellung aus Gesundheitsgründen untersagt. 1940 kam es einem Badeverbot und 1970 aufgrund hoher Quecksilberwerte auch zu einem Fischverbot. Ernste Bemühungen zur Verbesserung der Wasserqualität setzten erst langsam nach dem Zweiten Weltkrieg ein, bis dahin flossen viele Abwässer der Industriebetriebe aber auch der Haushalte der Stadt Syracuse selbst weitgehend ungeklärt in den See.